# Thelma (film 1922)
Thelma è un film muto del 1922 diretto da Chester Bennett (1892–1943). La sceneggiatura si basa su Thelma, a Norwegian Princess, romanzo di Marie Corelli pubblicato a Londra nel 1887.

## Trama
Thelma vive felicemente nel suo villaggio norvegese, circondata dall'affetto degli amici. Ma le manca l'amore che un giorno incontra conoscendo Sir Phillip Errington. La coppia felice parte per Londra, dove però la loro unione viene osteggiata da alcuni amici di Philip, gelosi di Thelma. Lady Clara e Lennox complottano per rovinare quel matrimonio, instillando in Thelma il dubbio che il marito non le sia fedele. Thelma, allora, ritorna in Norvegia. Ma Philip la segue, riuscendo a dimostrarle la sua innocenza.

## Produzione
Le riprese del film, prodotto dalla Chester Bennett Productions, iniziarono alla fine di luglio 1921.

## Distribuzione
Il copyright del film, richiesto dalla Chester Bennett Productions, fu registrato il 25 novembre 1922 con il numero LP18430.
Distribuito dalla Film Booking Offices of America, il film uscì nelle sale cinematografiche statunitensi il 26 novembre 1922. In Finlandia fu distribuito il 27 aprile 1925.